# فيف توماس
فيف توماس (بالإنجليزية: Viv Thomas)‏ (و. 1948  م) هو مخرج أفلام، ومنتج أفلام بريطاني، ولد في جنوب أفريقيا.

## وصلات خارجية
- فيف توماس على موقع IMDb (الإنجليزية)
- فيف توماس على موقع قاعدة بيانات الفيلم (الإنجليزية)
- فيف توماس على موقع كينوبويسك (الروسية)

- فيف توماس في قاعدة بيانات الأفلام على الإنترنت